# Giuseppe Galante
Giuseppe Galante, italijanski veslač, * 2. september 1937, Domaso, † 20. december 2021.
Galante je za Italijo nastopil na Poletnih olimpijskih igrah 1960, 1964 in 1968. 
Leta 1960 je veslal v italijanskem četvercu brez krmarja, ki je osvojil srebrno medaljo. Svojo drugo olimpijsko srebrno medaljo je osvojil štiri leta kasneje v Tokiu, ko je veslal v italijanskem četvercu s krmarjem. Na svojih zadnjih igrah, leta 1968 v Mexico Cityju je spet veslal v četvercu s krmarjem, ki je takrat osvojil četrto mesto.